# Malattia di Darier
La malattia di Darier, o discheratosi follicolare di Lutz-Darier-White, è una genodermatosi a trasmissione autosomica dominante caratterizzata da un'eruzione cutanea costituita da papule ipercheratosiche.

## Storia
Fu descritta per la prima volta nel 1889 da Ferdinand-Jean Darier e James Clarke White.

## Epidemiologia
La prevalenza è di 1 caso ogni 30 000-100 000 abitanti. Colpisce in egual misura sia uomini che donne. L'esordio della patologia si verifica solitamente durante l'adolescenza ma in alcuni casi può non presentarsi prima della sesta o settima decade. Benché la penetranza sia completa negli adulti, l'espressione fenotipica è variabile.

## Patogenesi
La malattia di Darier è causata da mutazioni nel gene ATP2A2, nel locus 12q24.1, composto da 21 esoni, codificanti per tre isoforme di 4,4 kb (SERCA2a, SERCA2b e SERCA2c) grazie allo splicing alternativo. La Ca2+ ATPasi del reticolo endoplasmatico di tipo 2 (SERCA2), è un canale del Ca2+ transmembrana posto nel reticolo endoplasmatico e nel reticolo sarcoplasmatico. SERCA2a è espressa prevalentemente nel muscolo striato e cardiaco, SERCA2b nell'epidermide e in altri tessuti, SERCA2c in modo più diffuso. Fisiologicamente due ioni Ca2+ nel citoplasma entrano nel canale, vi si legano determinando la fosforilazione di questo da parte di ATP che a sua volta provoca un cambiamento conformazionale che ne permette il rilascio nel lume del reticolo endoplasmatico, dopodiché il canale viene defosforilato ritornando allo stato iniziale. Sono note centinaia di mutazioni del gene ATP2A2 di tipo nonsenso, missenso e frameshift che determinano aploinsufficienza e riduzione della funzione del canale. 
In seguito alla stimolazione dei GPCR da parte dei corrispondenti ligandi, si attivano vie di segnalazione mediate da IP3 che determinano il rilascio di Ca2+ dal reticolo endoplasmatico nel citoplasma. Elevate concentrazioni di Ca2+ citoplasmatico causano l'attivazione di TRPC1 (Transient Receptor Potential Cationic 1), un canale del calcio transmembrana che facilita l'ingresso di Ca2+ extracellulare nel citoplasma, riducendo l'apoptosi e favorendo la proliferazione cellulare. Basse concentrazioni di Ca2+ nel reticolo endoplasmatico determinano alterazioni nel ripiegamento proteico, nel traffico vescicolare e nelle modificazioni post-traslazionali. Questo sembra particolarmente importante per proteine del citoscheletro come le caderine e le desmoplachine che non vengono correttamente ripiegate o non raggiungono la membrana plasmatica; questo rende ragione dell'acantolisi caratterizzante la patologia. Risulta modificato anche il gradiente di Ca2+ negli strati epidermici determinando alterazioni nella differenziazione cellulare. Si pensa che l'assenza di meccanismi di compensazione dell'epidermide (come altre isoforme di SERCA) renda ragione delle manifestazioni quasi esclusivamente cutanee della patologia.

## Istologia
L'epidermide è caratterizzata da acantolisi con formazione di lacune che sono inizialmente soprabasali poi si diffondono irregolarmente attraverso lo strato spinoso. Negli strati superiori dell'epidermide, l'alterata differenziazione dei cheratinociti determina cellule discheratosiche dal citoplasma eosinofilo, piccoli nuclei picnotici scuri ed alone perinucleare note come "corpi rotondi", riscontrabili nello strato spinoso e cellule di piccole dimensioni dal citoplasma eosinofilo raggrinzito e nuclei allungati note come "grani", riscontrabili nello strato corneo e nello strato granuloso. Si ritiene che siano il risultato di una forma di apoptosi. Lo strato corneo mostra ipercheratosi ortocheratosica. Il derma superficiale presenta un infiltrato linfocitario di lieve o media entità con rari eosinofili e protrusioni villose delle papille dermiche nelle lacune. Nella variante comedonica i tappi cheratinici sono più pronunciati. Nella variante bollosa si riscontrano lacune di maggiori dimensioni che contengono numerose cellule acantolitiche.

## Clinica
L'esordio della patologia si verifica solitamente entro i 20 anni ma più raramente si può presentare anche nell'infanzia e negli anziani. Fattori scatenanti possono essere il calore, la sudorazione, l'esposizione solare prolungata e la frizione. All'esordio interessa spesso le aree fotoesposte o più prone alla macerazione e le unghie. Si presenta con un'eruzione costituita da papule ipercheratosiche, ruvide, untuose, di colore da rosso a bruno-giallastro, isolate o confluenti, sulle aree seborroiche ovvero regione temporale, viso, attaccatura dei capelli, cuoio capelluto, orecchie, collo, ascelle, regione sternale, dorso, perineo e alle pieghe ascellari, addominali e inguinali. Alle pieghe le lesioni si presentano come chiazze o placche formate dalla confluenza di numerose papule intensamente eritematose, fissurate, maleodoranti e vegetanti. Al dorso delle mani e dei piedi può assumere l'aspetto dell'acrocheratosi verruciforme con papule piane, verrucose, del colore della cute o brunastre, ai palmi delle mani e alle piante dei piedi possono essere riscontrati pits, ipercheratosi focale o diffusa e macchie emorragiche. Nei fenotipi cutanei più scuri si possono riscontrare piccole macule biancastre "a confetto" note come leucodermia guttata. Le unghie sono fragili, mostrano solchi e fissurazioni longitudinali dolenti e le caratteristiche bande longitudinali rosse e bianche terminanti con un'indentatura a V al bordo libero della lamina. Alla mucosa orale si presenta come papule biancastre ombelicate o "ad acciottolato" localizzate frequentemente al palato ma che possono interessare il resto della cavità orale, l'orofaringe e l'esofago; possono causare ostruzione dei dotti salivari e sialoadenite. Gli occhi possono presentare placche ipercheratosiche, erosioni corneali e blefarite.
Raramente si possono sviluppare vescico-bolle alle pieghe, comedoni o lesioni nodulo-cisti acneiformi.
Le lesioni della malattia di Darier sono frequentemente soggette a sovrainfezioni batteriche e da HSV o herpes zoster. Le patologie neuropsichiatriche risultano più comuni rispetto alla popolazione generale. Le lesioni tendono a peggiorare o a recidivare nella stagione calda.

## Prognosi
Si tratta di una patologia ad andamento cronico-recidivante. La severità della patologia è variabile e, sebbene in parte determinata dalla specifica mutazione in ATP2A2, sembra anche influenzata da fattori ambientali. Possono essere coinvolte le sole lamine ungueali così come quasi l'intera superficie cutanea.

## Diagnosi
La malattia di Darier è diagnosticata clinicamente e confermata mediante biopsia ed esame istopatologico. Nelle lesioni sintomatiche o su cui si sospetta sovrainfezione vanno effettuati tamponi cutanei ed esami colturali con antibiogramma volti all'identificazione del patogeno e all'impostazione di una terapia antibiotica efficace.

## Terapia
Non esiste una terapia efficace e risolutiva; discreti risultati si ottengono con i retinoidi per uso sistemico, ma le recidive sono quasi sempre presenti alla sospensione della terapia. I trattamenti locali si basano invece su antisettici, emollienti e cheratoplastici.
Attualmente la migliore terapia rimane la somministrazione di retinoidi, sia in forma orale (come l'Acitretina) che in forma topica.